# Top-Toy
TOP-TOY A/S var et dansk firma der solgte og importerede legetøj i Norden. TOP-TOY var moderselskabet for BR-Legetøj (populært kaldet Fætter BR), Toys "R" Us (Skandinavien) og TOP-TOY Ltd. (Hongkong). Fra 1987 til 1996 stod de desuden bag Superleg. 
Koncernen erklærede sig konkurs d. 28 december 2018, efter at have gået i rekonstruktion i november måned. Begrundelsen var et svingende julesalg og et dårligt årsregnskab i november måned. I januar 2019 blev Top Toys varelager samt rettighederne til navnet BR købt af Salling Group.
TOP-TOY solgte legetøj til børn i aldersgruppen fra 0-12 år. Hovedkontoret lå i Vallensbæk med centralt distributionscenter i Greve. Afdelingen i Hongkong havde ansvaret for indkøb, design, ordrestyring, kvalitetskontrol, afsendelse mv. af de varer der er fremstillet i Asien. TOP-TOY stod i 2010 for halvdelen af det danske legetøjsmarked.